# Kassina senegalensis
Kassina senegalensis é uma espécie de anfíbio anuro da família Hyperoliidae, que pode ser encontrada por quase toda África subsaariana, estando presente do Senegal à Somália e à África do Sul. Habita diversos tipos de vegetação de savana e campo.

## Descrição e comportamento
Devido sua ampla distribuição, cada região apresenta indivíduos com características bem diferentes umas das outras, não apresentando muitos padrões homogêneos. Na maior parte das localizações, ambos os sexos medem entre 25 e quarenta milímetros e na África do Sul medem mais de 49 milímetros, podendo ser considerado um sapo de tamanho médio. Não possui um padrão de cores único, mas geralmente são cinzas, apresentando uma linha no meio do dorso e manchas pretas. Possuem pequenas saliências nas pontas dos dedos.
Durante o período reprodutivo, que decorre na primavera e no verão, os indivíduos costumam se mover para corpos d'água permanentes ou intermitentes ou para vegetações parcialmente alagadas, como brejos ou pântanos. Com o início da noite, os machos se aproximam da água, realizando a vocalização para atrair as fêmeas e demonstrar que aquele território está ocupado. Quando a fêmea escolhe o macho preferido, eles realizam o amplexo, sendo depositados de cem a quinhentos ovos em cordões submersos aderidos a vegetação ou a rochas, medindo entre 1,4 e 1,8 milímetros cada um, divididos em grupos de um a quinze ovos, separados trinta centímetros um do outro. Os ovos eclodem em cinco ou seis dias, dando origem a girinos escuros com marcas vermelhas ou douradas, com uma cauda fina e que se movem lentamente, completando sua metamorfose entre 52 ou noventa dias. Podem ser grandes, medindo mais de oitenta milímetros e possuindo a fórmula da fileira de dentes labiais (FFDL) 1/1+1,1.
Durante o período de seca, os indivíduos realizam a estivação debaixo de troncos ou pedras ou dentro de cupinzeiros ou tocas feitas pelo lagarto Cordylus giganteus, locais estes que podem estar a 1 200 metros das áreas de reprodução e são recorridos assim que começa o inverno. Se alimentam de diversos artrópodes, como cupins, lagartas, formigas, moscas e aranhas, e há um registro da espécie ter sido predada por uma cobra Crotaphopeltis hotamboeia